# Olga Neuwirth
Olga Neuwirth (n. 4 august 1968, Graz, Austria) este o compozitoare austriacă.

## Biografie
A început să ia lecții de cântat la trompetă încă de la vârsta de șapte ani. Ea a studiat mai târziu compoziția la Academia de Muzică și Arte din Viena cu profesorul Erich Urbanner, în timp ce studia la Institutul Electroacustic. Teza sa de absolvire s-a referit la muzica din filmul L'Amour à mort al lui Alain Resnais. În perioada 1985-1986 a studiat muzica și arta la Conservatorul de Muzică din San Francisco cu Elinor Armer. În 1993/94 a studiat cu Tristan Murail și a lucrat la IRCAM, compunând mai multe lucrări muzicale printre care „...?risonanze!...” pentru viola d'amore. Anterior, Neuwirth a avut ocazia să se întâlnească cu compozitorul italian Luigi Nono, care avea idei muzicale similare, și a susținut că acest lucru a avut o influență puternică asupra vieții ei. În anul 2000, Neuwirth a fost numită compozitor invitat al Orchestrei Filarmonice Regale a Flandrei de la Anvers, iar în 2002 a fost numită compozitor invitat la Festivalul de la Lucerna (împreună cu Pierre Boulez).
Ea are numeroase piese de muzică de cameră lansate de casa de discuri Kairos și a colaborat cu Elfriede Jelinek la o operă după filmul Lost Highway al lui David Lynch. Premiera mondială a avut loc la Graz, în 2003, în interpretarea orchestrei Klangforum Wien cu porțiuni de muzică electronică înregistrate la Institut für Elektronische Musik (IEM). Premiera americană a operei a avut loc la Colegiul Oberlin din Oberlin, Ohio, și au fost realizate spectacole la Teatrul Miller al Universității Columbia din New York. Coloana sonoră înregistrată de casa de discuri Kairos a fost distinsă cu premiul Diapason d'Or. Premiera în Marea Britanie a avut loc la Young Vic din Londra, în aprilie 2008, într-o coproducție cu Opera Națională Engleză, regizată de Diane Paulus și dirijată de Baldur Brönnimann.
În 2008 a fost distinsă cu Heidelberger Künstlerinnenpreis (Premiul pentru artiști de sex feminin al orașului Heidelberg).

## Lucrări (selecție)

### Muzică de teatru
- Kloing! și A songplay în 9 fits Hommage à Klaus Nomi (2011)
- THE OUTCAST – Homage to Herman Melville (2009-2011), libret de Barry Gifford și Olga Neuwirth cu monologuri pentru Old Melville de Anna Mitgutsch
- American Lulu (2006-2011), nouă interpretare a operei Lulu a lui Alban Berg realizată de Olga Neuwirth
- Bählamms Fest (1997/98), muzică de teatru în treisprezece acte. Text: Elfriede Jelinek după Leonora Carrington

### Muzică pentru orchestră
- Masaot/Cloacks without Hands (2013)
- anaptyxis (2000)
- Clinamen / Nodus (1999)
- Photophorus (1997) pentru două chitare și orchestră
- Sans soleil (1994) Distorting mirror for two ondes martenot, orchestra and live electronics

### Muzică pentru ansambluri
- Ishmaela's White World (2012)
- Hommage à Klaus Nomi (2009), versiune pentru orchestră de cameră
- Construction in space (2000) pentru 4 soliști, 4 grupuri și instrumente electronice
- The Long Rain (1999/2000) pentru 4 soliști, 4 grupuri și instrumente electronice, după o poveste de Ray Bradbury
- Elfi und Andi (1997) pentru difuzor, chitară electronică, contrabas, clarinet bas, saxofon și două CD cu playback (vocea de pe bandă: Marianne Hoppe). Text: Elfriede Jelinek

### Muzică de cameră
- voluta / sospeso (1999) pentru corn, clarinet, vioară, violoncel, percuție și pian
- ...ad auras... in memoriam H. (1999)
- settori (1999) pentru cvartet de coarde
- Ondate II (1998) pentru cvartet de saxofon
- Akroate Hadal (1995) pentru cvartet de coarde